# 1150-es évek
Évszázadok: 11. század · 12. század · 13. század
Évtizedek: 1100-as évek · 1110-es évek · 1120-as évek · 1130-as évek · 1140-es évek · 1150-es évek · 1160-as évek · 1170-es évek · 1180-as évek · 1190-es évek · 1200-as évek
Évek: 1150 · 1151 · 1152 · 1153 · 1154 · 1155 · 1156 · 1157 · 1158 · 1159

## Halálozások
- 1152 – III. Konrád német-római császár